# 尼古拉·德·孔多塞
馬里·讓·安托萬·尼古拉·德·卡里塔，孔多塞侯爵（法語：Marie Jean Antoine Nicolas de Caritat, marquis de Condorcet，1743年9月17日—1794年3月28日），18世纪法国数学家、哲学家，启蒙运动时期的代表人物之一。1782年当选法兰西科学院院士。

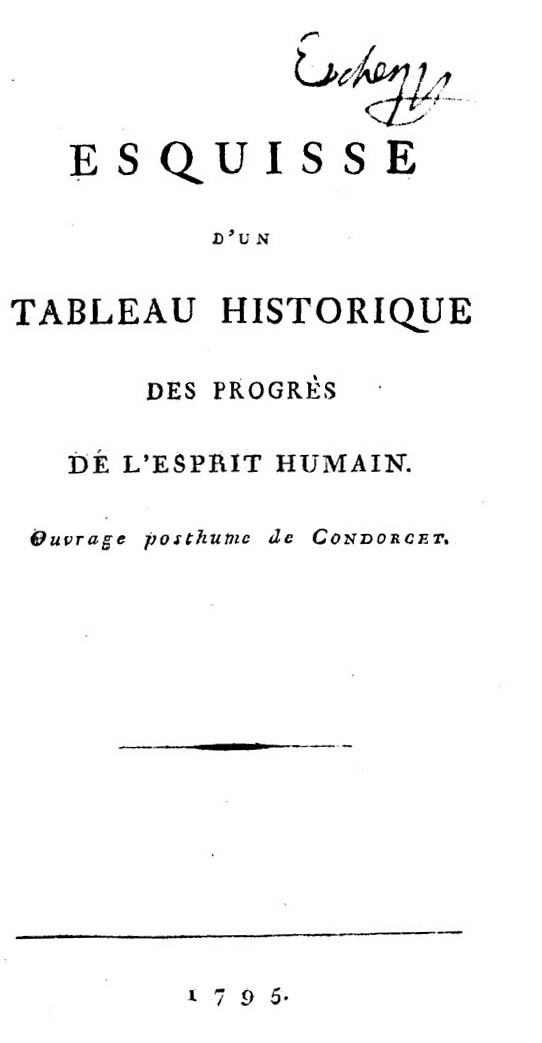
Esquisse d'un tableau historique des progres de l'esprit humain, 1795

1789年，法国大革命爆发。孔多塞成为法兰西第一共和国的重要奠基人，起草了吉伦特宪法。他也是法国革命领导人中为数不多的几个公开主张女性应该拥有与男子相同的财产权、投票权、工作权以及接受公共教育权的人之一。1793年7月，执政的雅各宾派以“反对统一和不可分割的共和国的密谋者”为罪名追捕孔多塞。他在9个月后被捕，随即死於狱中。
在9个月朝不保夕的逃亡生涯中，孔多塞完成了自己的思想绝唱，即《人类精神进步史表纲要》。他所表述的进步史观，不仅成为了法国启蒙运动的重要遗产，并对后来的思想家造成了深远的影响。恩格斯将其与孟德斯鸠、伏尔泰、卢梭并列，成为“在法国为行将到来的革命启发过人们头脑的那些伟大人物”。

## 投票方法发明
投票悖论或（Condorcet paradox）是一个由孔多塞在18世纪晚期提出的一个悖论，是指在集体投票时容易出现如下现象：投票结果随投票次序的不同而变化，多数备选方案在比较过程中都有机会轮流当选的循环现象。

## 最后时刻与思想绝唱
孔多塞于1791年末被选为巴黎立法议会秘书，此后当选议长。其在议会中倾向于吉伦特派，反对雅各宾派。随后入选宪法起草委员会，负责起草宪法。雅各宾派执政后，他公开反对新宪法，发表对新宪法的反对意见，呼吁议会不要批准新宪法。1793年7月，罗伯斯比尔对他与大批吉伦特派人士发出逮捕令，孔多塞被迫流亡到巴黎维尔内夫人的住所，写下了法国启蒙运动的标志性遗产《人类精神进步史表纲要》，提出如何预测、指导和加速人类历史的进步。1794年，主要著作完成后，为了不连累庇护人，孔多塞毅然离开维尔内夫人住所，并遭逮捕。于1794年3月28日死于巴黎枫丹白露狱中，终年51岁。

## 进步观
孔多塞1793年所著的《人类精神进步史表纲要》是阐述进步观的著作中最具影响力的作品。书中将启蒙运动的焦点摆在进步观上头。他主张随着人类对于自然与社会科学的认识加深，世界上便有有更多个人自由、物质充足以及同理心。他有三大主张：过去的往事在人类进化的观点下观察会表现为某种潜在秩序或规则，表明人类的“现况，以及过去的种种情况，皆是人类伦理的必要组成分子”；社会科学的进步必然伴随着伦理与政治科学的进步“在政治革命下仍是肯定、牢固的”；社会上的恶事乃是无知与错误造成的，而非人性不可避免的发展。
孔多塞的著作对于法国启蒙运动影响甚大，特别是进步观的部份。在他之前没有人会认为人类能够完全理解自然世界。孔多塞相信透过感官以及与他人的沟通，知识能够被相互比较和修正，进而分析人类的信仰系统以及认知系统。孔多塞的著作中拒绝相信上帝或宗教能够干涉人间事物。反之，他时常论述，人性在亚里斯多德等哲学家的协助下是能够不断进步的。透过知识的分享与累积，他相信任何人都可能理解任何自然界的已知事实。对于自然世界的启蒙相应地刺激了政治和社会方面的启蒙运动。孔多塞相信人类的完美没有确切的尽头，因此人类的进步将会持续不断。他预言人类会逐渐地向乌托邦世界迈进。然而，他同时强调人类唯有摒弃种族、宗教、文化及性别差异，才有可能共同前进。

## 公民义务
以孔多塞的共和主义而言，一个国家需要被启蒙的公民，国家的民主也需要透过教育方能真正落实到大众。民主意味着自由公民，亦即无知为奴役的根源。公民必须拥有必要的知识方能行使自身的自由并且理解保护他们快乐的权利和法律。虽然教育无法消除先天条件的不平等，但所有公民包括女性都有免费接受教育的权利。孔多塞反对根据革命激情来教育大众的方法，他坚持革命不是经常性的事情，而且革命时期机构的目标不是延续革命，而是要建立起政治常规与体制确保未来的进步能够不依赖革命来推动。在民主城市中不需要包围巴士底狱。公民教育会形塑自由且有责任的公民，而非革命份子。

## 延伸阅读
- Baker, Keith M. Condorcet: From Natural Philosophy to Social Mathematics (1975)
- Manuel, Frank Edward. The Prophets of Paris (1962)
- Rothschild, Emma. Economic Sentiments: Adam Smith, Condorcet, and the Enlightenment (2001)
- Schapiro, Jacob Salwyn. Condorcet and the Rise of Liberalism (1962)
- Williams, David. Condorcet and Modernity (2004)